# John và Jane Doe

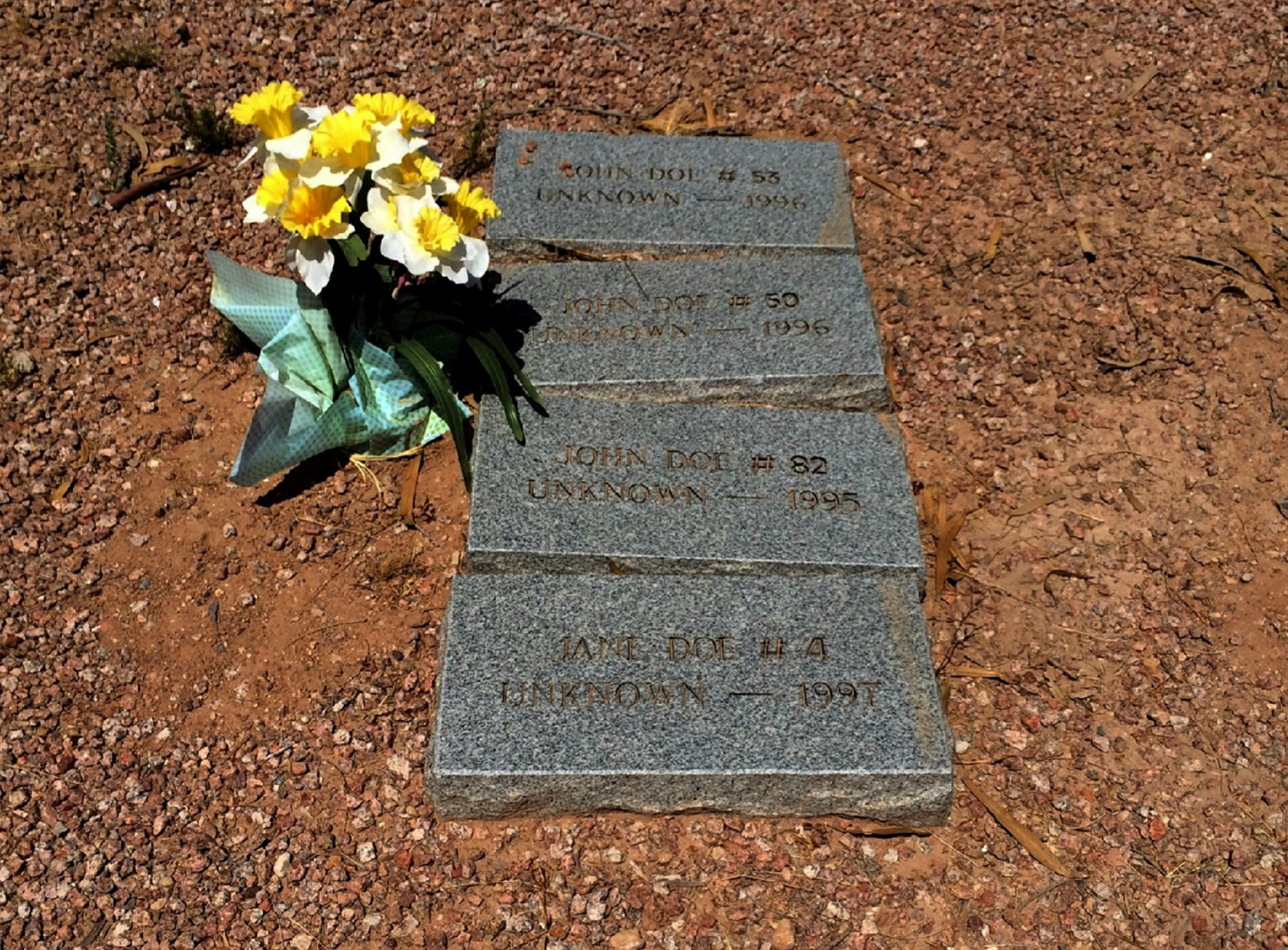
Bốn viên đá đánh dấu ngôi mộ của bốn người vô danh trong Nghĩa trang Hạt Pima, Tucson, Arizona, Hoa Kỳ. Chúng được gọi là "John Doe" hoặc "Jane Doe" theo sau là một ký hiệu đánh số (#) và một số. Trong cùng một nghĩa trang, Deanna Criswell, một người bị sát hại, được gọi là "Jane Doe 19" trong 27 năm cho đến khi cô được người thân của mình xác định di truyền vào năm 2015 với sự giúp đỡ từ FBI và The Doe Network.

"John Doe" (đối với nam) và "Jane Doe" (đối với nữ) là những cái tên sử dụng nhiều lần thay thế cho tên thật khi không biết tên thật của một người hoặc đang bị che giấu có chủ ý. Trong thực thi pháp luật tại Hoa Kỳ, những cái tên như vậy thường được sử dụng để chỉ một xác chết không xác định danh tính hoặc chưa được xác nhận. Thứ hai, những cái tên như vậy cũng thường được sử dụng để chỉ "mỗi một người" giả định trong các bối cảnh khác, theo cách tương tự như "John Q. Public" hoặc "Joe Public". Có nhiều biến thể cho các tên trên, bao gồm "John Roe", "Richard Roe", "Jane Roe" và "Baby Doe", "Janie Doe" hoặc "Johnny Doe" (dành cho trẻ em).

## Sử dụng trong điều tra hình sự
Ở các quốc gia nói tiếng Anh, một tên giữ chỗ, số hoặc tên mã duy nhất đã được sử dụng thường xuyên trong việc điều tra của cảnh sát, bao gồm Vương quốc Anh, nơi sử dụng "John Doe" từ thời Trung Cổ. Tuy nhiên, thuật ngữ pháp lý John Doe injunction hoặc John Doe order cũng tồn tại trong Hệ thống pháp luật Anh và các hệ thống pháp lý khác chịu ảnh hưởng của nó. Các tên khác như "Joe Bloggs" hoặc "John Smith" đôi khi cũng được sử dụng một cách không chính thức, làm tên giữ chỗ cho người ở Anh, Úc và New Zealand; những cái tên đó hiếm khi được sử dụng trong giới luật pháp hoặc cảnh sát theo nghĩa tương tự như "John Doe".

## Lịch sử
Tên "John Doe" (hoặc "John Doo"), "Richard Roe", cùng với "John Roe", bắt đầu được gọi và sử dụng như công cụ pháp lý tại Anh để thỏa mãn các yêu cầu kỹ thuật, lần đầu tiên có lẽ là trong triều đại của Vua Edward III (1327–1377). Mặc dù lý do thực sự đằng sau việc lựa chọn cái tên "Doe" và "Roe" vẫn chưa được biết đến, có rất nhiều từ nguyên dân gian được đề xuất. Những cái tên thay thế khác dành cho một người sử dụng trong kiện tụng của luật pháp Anh thời Trung Cổ là "John Noakes" (hoặc "Nokes") và "John-a-Stiles" (hoặc "John Stiles"). Từ điển tiếng Anh Oxford khẳng định rằng John Doe là "cái tên thay thế được đặt cho những người của bên thưa kiện, trong hành động kiện tụng hỗn hợp để đòi lại của cải, bị cáo được che giấu gọi là 'Richard Roe'".

## Các biến thể khác
Trong trường hợp một số lượng lớn các cá nhân không xác định được nhắc đến, các số thứ tự có thể thêm vào, chẳng hạn như "Doe #2" hoặc "Doe II". Chiến dịch Delego (2009) nhắm vào vòng lạm dụng tình dục trẻ em quốc tế, đã trích dẫn 21 số "John Does", cũng như những người khác được biết đến với tên gọi "Doe", "Roe" và "Poe".
Ở bang Massachusetts của Hoa Kỳ, "Mary Moe" được dùng để chỉ những phụ nữ mang thai dưới 18 tuổi thỉnh cầu Tòa án Tối cao về một ngoại lệ tư pháp đối với yêu cầu được chấp thuận của cha mẹ về việc phá thai. "Mary Moe" cũng được sử dụng trong tên của các vụ án, như "Vụ án Mary Moe". Đôi khi "Mary Doe" cũng có thể được sử dụng.